# Resolució 2273 del Consell de Seguretat de les Nacions Unides
La Resolució 2273 del Consell de Seguretat de les Nacions Unides fou adoptada per unanimitat el 15 de març de 2016. El Consell va ampliar el mandat de la Missió de Suport de les Nacions Unides a Líbia (UNSMIL) durant tres mesos fins al 14 de juny de 2016.

## Contingut
El Consell va reconèixer que el govern sorgit de l'acord nacional era l'únic govern legítim de Líbia. La formació d'aquest govern temporal es va acordar en l'acord polític celebrat el 17 de desembre de 2015 a Skhirat (Marroc). Aquest govern havia de prendre mesures de seguretat temporals per estabilitzar el país.
Es va acordar una breu extensió de la UNSMIL per tal de donar suport a l'actual consell presidencial mitjançant l'aplicació de l'acord i la creació d'un nou govern.